# جوني بردال
جوني بردال (بالدنماركية: Johnny Bredahl)‏ مواليد 27 أغسطس 1968 في كوبنهاغن، هو ملاكم محترف دانمركي سابق صنّف ضمن فئة وزن الديك. حقق بطولة رابطة الملاكمة العالمية وبطولة منظمة الملاكمة العالمية. سبق أن شارك في دورة الألعاب الأولمبية الصيفية سنة 1988.

## إحصائيات
خاض خلال مسيرته 58 نزالا، فاز في 56 ولم يتعادل وخسر في 2. فاز بالضربة القاضية في 26 نزالا.

## روابط خارجية
- جوني بردال على موقع IMDb (الإنجليزية)
- جوني بردال على موقع بوكس ريك (الإنجليزية) (registration required)
- جوني بردال على موقع أوليمبيديا (الإنجليزية)